# Pardosa valens
Pardosa valens là một loài nhện trong họ Lycosidae.
Loài này thuộc chi Pardosa. Pardosa valens được R. W. Barnes miêu tả năm 1959.